# فلیسینگن
ولیسینگن (به هلندی: Vlissingen) یک منطقهٔ مسکونی در هلند است که در زیلاند واقع شده‌است.

## خصوصیات
ولیسینگن ۱ متر بالاتر از سطح دریا واقع شده‌است.

## خواهرخوانده
شهر دیل، کنت خواهرخواندهٔ ولیسینگن هست.

## آب و هوا
آب و هوای این شهر بر اساس سامانه طبقه‌بندی اقلیمی کوپن، دارای اقلیم اقیانوسی است. این شهر همچنین به عنوان پرآفتاب‌ترین شهر ساحلی هلند به شمار می‌رود.
| داده‌های اقلیم ولیسینگن                                                                                         | داده‌های اقلیم ولیسینگن | داده‌های اقلیم ولیسینگن | داده‌های اقلیم ولیسینگن | داده‌های اقلیم ولیسینگن | داده‌های اقلیم ولیسینگن | داده‌های اقلیم ولیسینگن | داده‌های اقلیم ولیسینگن | داده‌های اقلیم ولیسینگن | داده‌های اقلیم ولیسینگن | داده‌های اقلیم ولیسینگن | داده‌های اقلیم ولیسینگن | داده‌های اقلیم ولیسینگن | داده‌های اقلیم ولیسینگن |
| ماه | ژانویه                 | فوریه                  | مارس                   | آوریل                  | مه                     | ژوئن                   | ژوئیه                  | اوت                    | سپتامبر                | اکتبر                  | نوامبر                 | دسامبر                 | سال                    |
| --- | ---------------------- | ---------------------- | ---------------------- | ---------------------- | ---------------------- | ---------------------- | ---------------------- | ---------------------- | ---------------------- | ---------------------- | ---------------------- | ---------------------- | ---------------------- |
| سابقهٔ بیش‌ترین °C (°F)                                                                                          | ۱۲٫۸ (۵۵)              | ۱۵٫۱ (۵۹)              | ۱۸٫۶ (۶۵)              | ۲۶٫۳ (۷۹)              | ۲۸٫۹ (۸۴)              | ۳۲٫۰ (۹۰)              | ۳۳٫۳ (۹۲)              | ۳۳٫۹ (۹۳)              | ۲۹٫۱ (۸۴)              | ۲۳٫۳ (۷۴)              | ۱۷٫۰ (۶۳)              | ۱۴٫۸ (۵۹)              | ۳۳٫۹ (۹۳)              |
| میانگین بیش‌ترین °C (°F)                                                                                        | ۶٫۰ (۴۳)               | ۶٫۲ (۴۳)               | ۹٫۱ (۴۸)               | ۱۲٫۵ (۵۵)              | ۱۶٫۴ (۶۲)              | ۱۹٫۱ (۶۶)              | ۲۱٫۵ (۷۱)              | ۲۱٫۶ (۷۱)              | ۱۸٫۶ (۶۵)              | ۱۴٫۶ (۵۸)              | ۱۰٫۱ (۵۰)              | ۶٫۷ (۴۴)               | ۱۳٫۵ (۵۶)              |
| میانگین روزانه °C (°F)                                                                                         | ۴٫۰ (۳۹)               | ۴٫۰ (۳۹)               | ۶٫۴ (۴۴)               | ۹٫۲ (۴۹)               | ۱۲٫۹ (۵۵)              | ۱۵٫۶ (۶۰)              | ۱۸٫۰ (۶۴)              | ۱۸٫۲ (۶۵)              | ۱۵٫۸ (۶۰)              | ۱۲٫۲ (۵۴)              | ۸٫۱ (۴۷)               | ۴٫۹ (۴۱)               | ۱۰٫۸ (۵۱)              |
| میانگین کم‌ترین °C (°F)                                                                                         | ۲٫۱ (۳۶)               | ۲٫۰ (۳۶)               | ۴٫۱ (۳۹)               | ۶٫۳ (۴۳)               | ۹٫۹ (۵۰)               | ۱۲٫۶ (۵۵)              | ۱۵٫۰ (۵۹)              | ۱۵٫۳ (۶۰)              | ۱۳٫۲ (۵۶)              | ۹٫۸ (۵۰)               | ۶٫۱ (۴۳)               | ۳٫۰ (۳۷)               | ۸٫۳ (۴۷)               |
| سابقهٔ کم‌ترین °C (°F)                                                                                           | −۱۲٫۱ (۱۰)             | −۱۱٫۱ (۱۲)             | −۶٫۴ (۲۰)              | −۱٫۵ (۲۹)              | ۰٫۸ (۳۳)               | ۵٫۰ (۴۱)               | ۹٫۴ (۴۹)               | ۹٫۸ (۵۰)               | ۶٫۷ (۴۴)               | −۰٫۱ (۳۲)              | −۳٫۸ (۲۵)              | −۱۰٫۶ (۱۳)             | −۱۲٫۱ (۱۰)             |
| بارندگی میلی‌متر (اینچ)                                                                                         | ۵۸٫۵ (۲٫۳)             | ۴۸٫۰ (۱٫۸۹)            | ۵۱٫۱ (۲٫۰۱)            | ۳۸٫۷ (۱٫۵۲)            | ۵۲٫۶ (۲٫۰۷)            | ۶۳٫۲ (۲٫۴۹)            | ۶۴٫۱ (۲٫۵۲)            | ۷۴٫۹ (۲٫۹۵)            | ۶۹٫۴ (۲٫۷۳)            | ۷۶٫۱ (۳)               | ۷۷٫۱ (۳٫۰۴)            | ۶۹٫۰ (۲٫۷۲)            | ۷۴۲٫۸ (۲۹٫۲۴)          |
| میانگین روزهای بارندگی (≥ ۱ mm)                                                                                | ۱۲                     | ۹                      | ۱۱                     | ۹                      | ۱۰                     | ۱۰                     | ۹                      | ۱۰                     | ۱۱                     | ۱۲                     | ۱۳                     | ۱۳                     | ۱۲۸                    |
| میانگین روزهای برفی                                                                                            | ۵                      | ۵                      | ۲                      | ۱                      | ۰                      | ۰                      | ۰                      | ۰                      | ۰                      | ۰                      | ۲                      | ۳                      | ۱۸                     |
| درصد رطوبت | ۸۷                     | ۸۵                     | ۸۳                     | ۷۸                     | ۷۸                     | ۷۸                     | ۷۸                     | ۷۸                     | ۸۰                     | ۸۳                     | ۸۷                     | ۸۸                     | ۸۱٫۹                   |
| میانگین روزانه ساعت‌های تابش آفتاب                                                                              | ۶۷٫۸                   | ۸۹٫۲                   | ۱۳۴٫۲                  | ۱۸۷٫۲                  | ۲۱۸٫۳                  | ۲۱۵٫۵                  | ۲۲۳٫۲                  | ۲۰۷٫۴                  | ۱۵۲٫۹                  | ۱۱۶٫۵                  | ۶۸٫۷                   | ۵۲٫۱                   | ۱٬۷۳۳٫۱                |
| منبع شماره ۱: Royal Netherlands Meteorological Institute (1981–2010 normals, snowy days normals for 1971–2000) |                        |                        |                        |                        |                        |                        |                        |                        |                        |                        |                        |                        |                        |
| منبع شماره ۲: Royal Netherlands Meteorological Institute (1971–2000 extremes)                                  |                        |                        |                        |                        |                        |                        |                        |                        |                        |                        |                        |                        |                        |

## نگارخانه

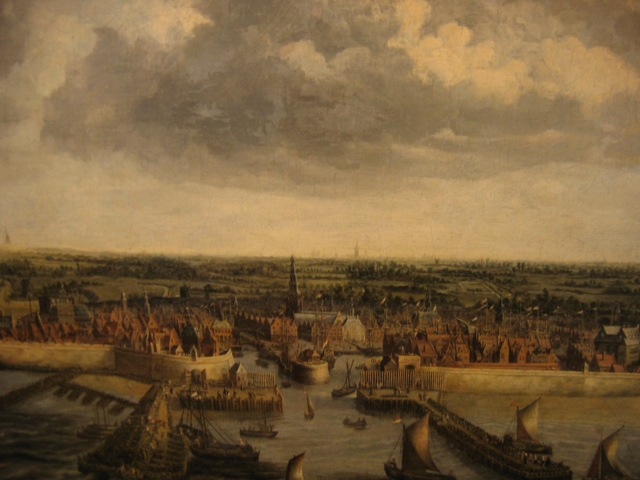
ولیسینگن از دریا،  ۱۶۶۲
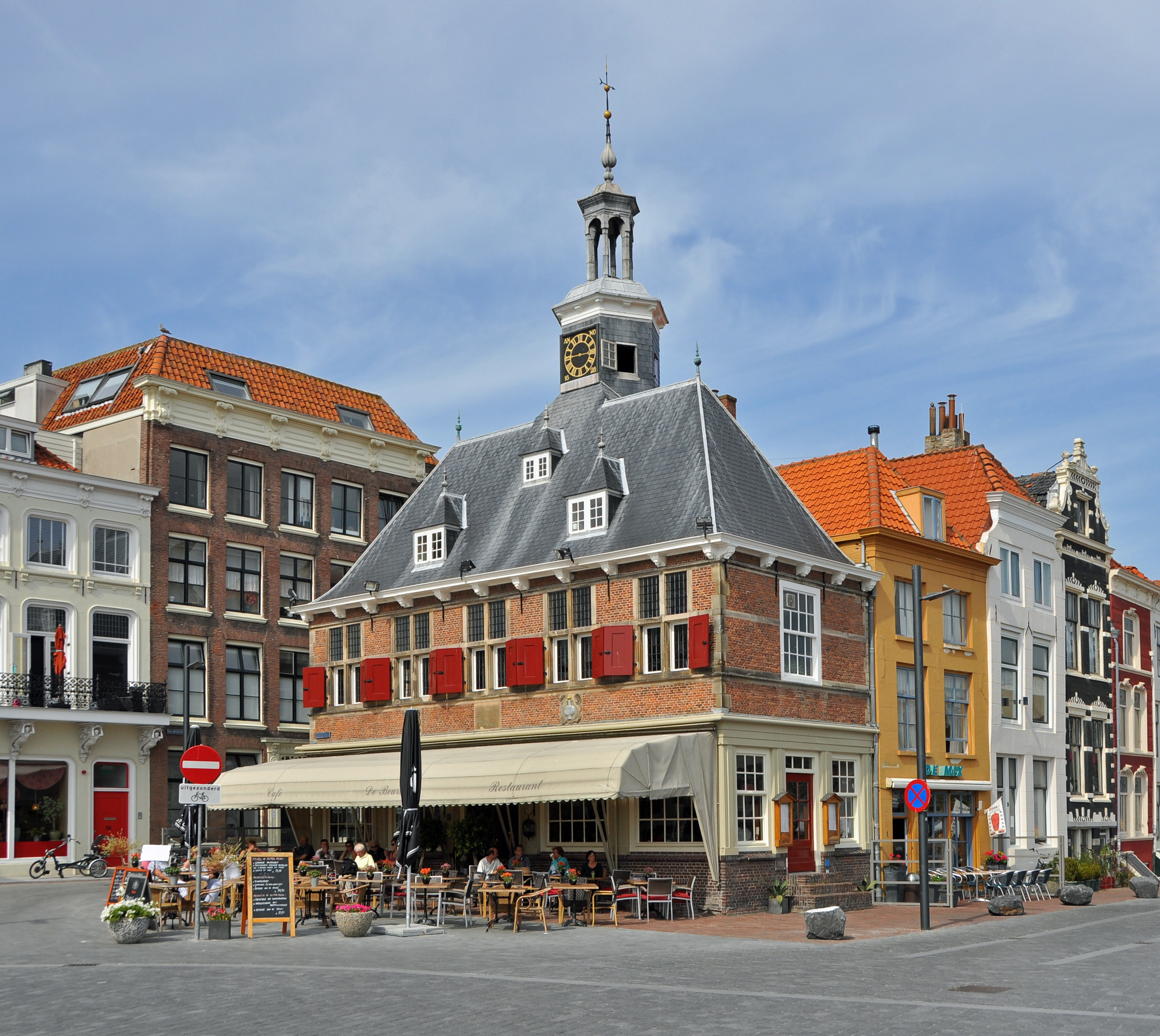
مارکت بیلدینگ در بورس پلین
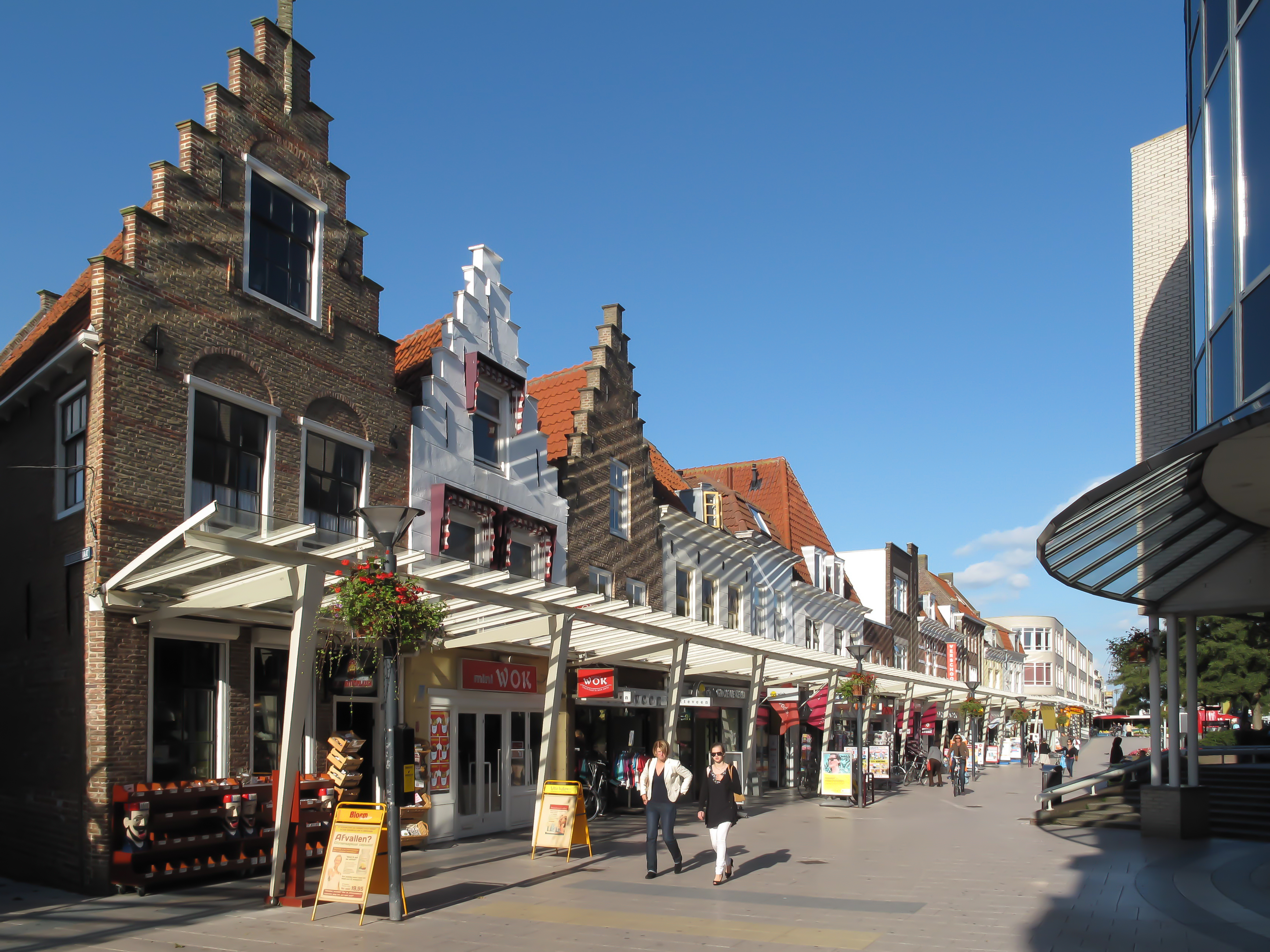
بخشی از شوپینگ استریت والسترات در ۲۰۱۰
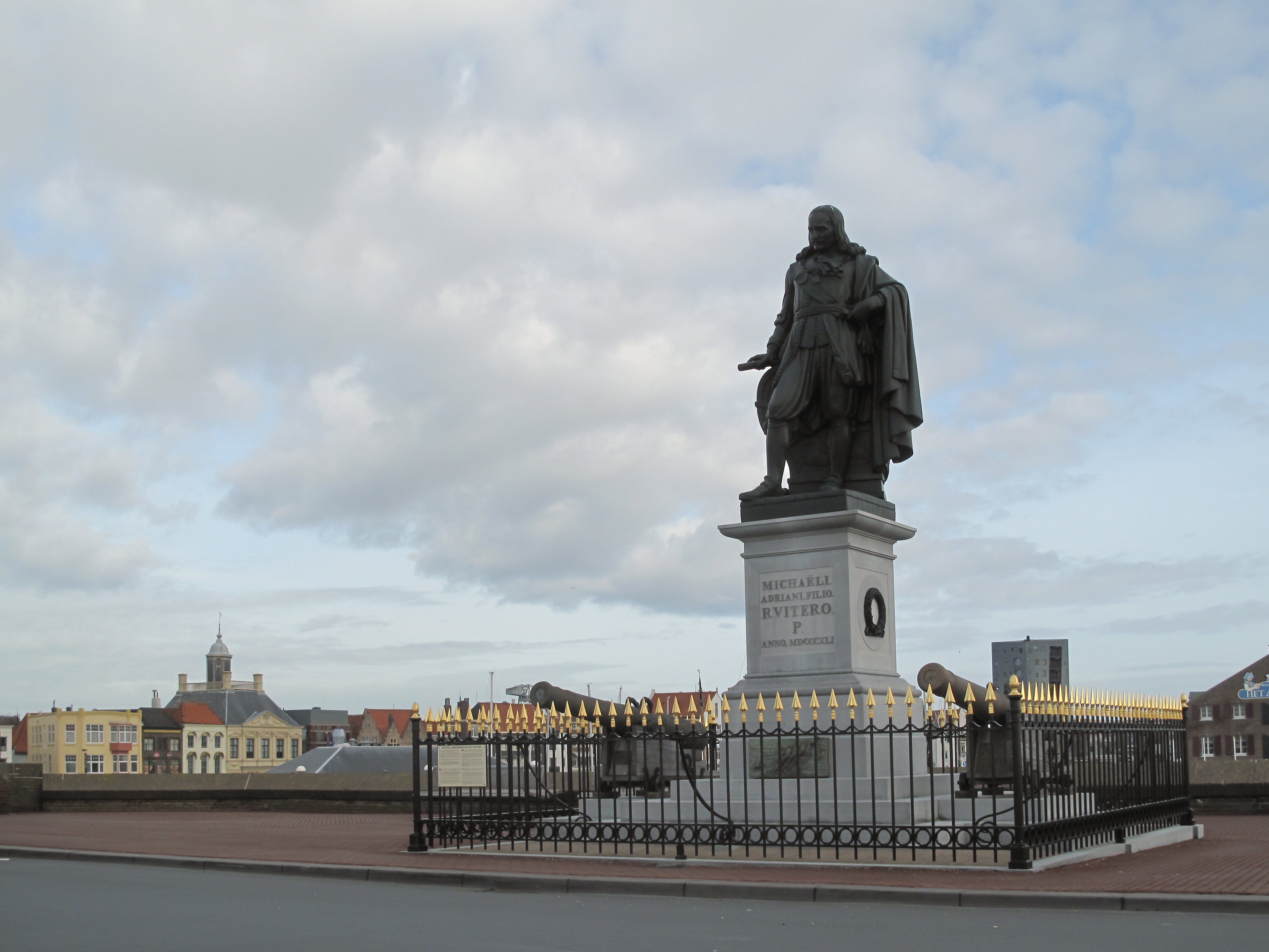
مجسمه میشل د رویتر
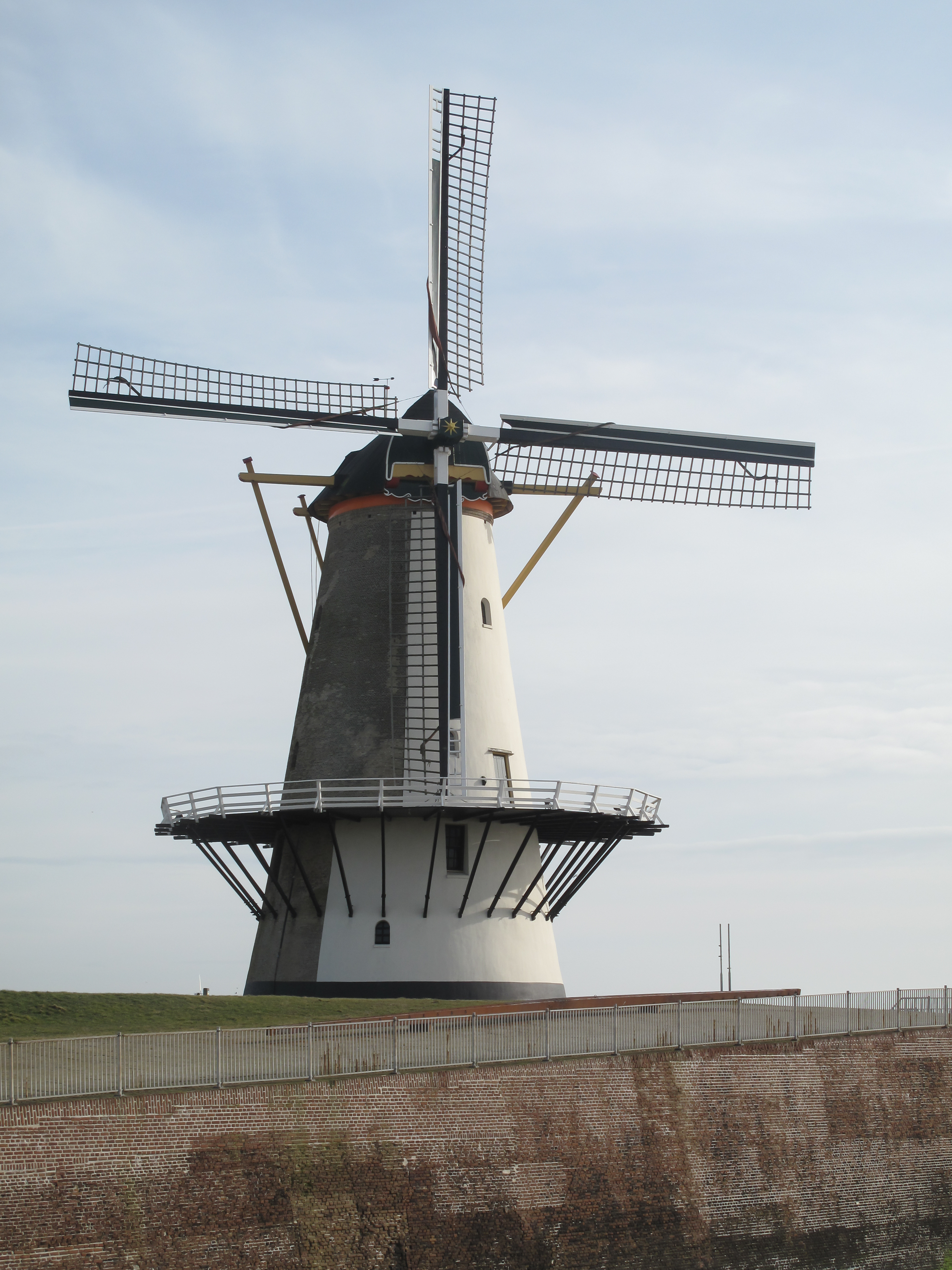
آسیاب بادی: د اورانجمولن
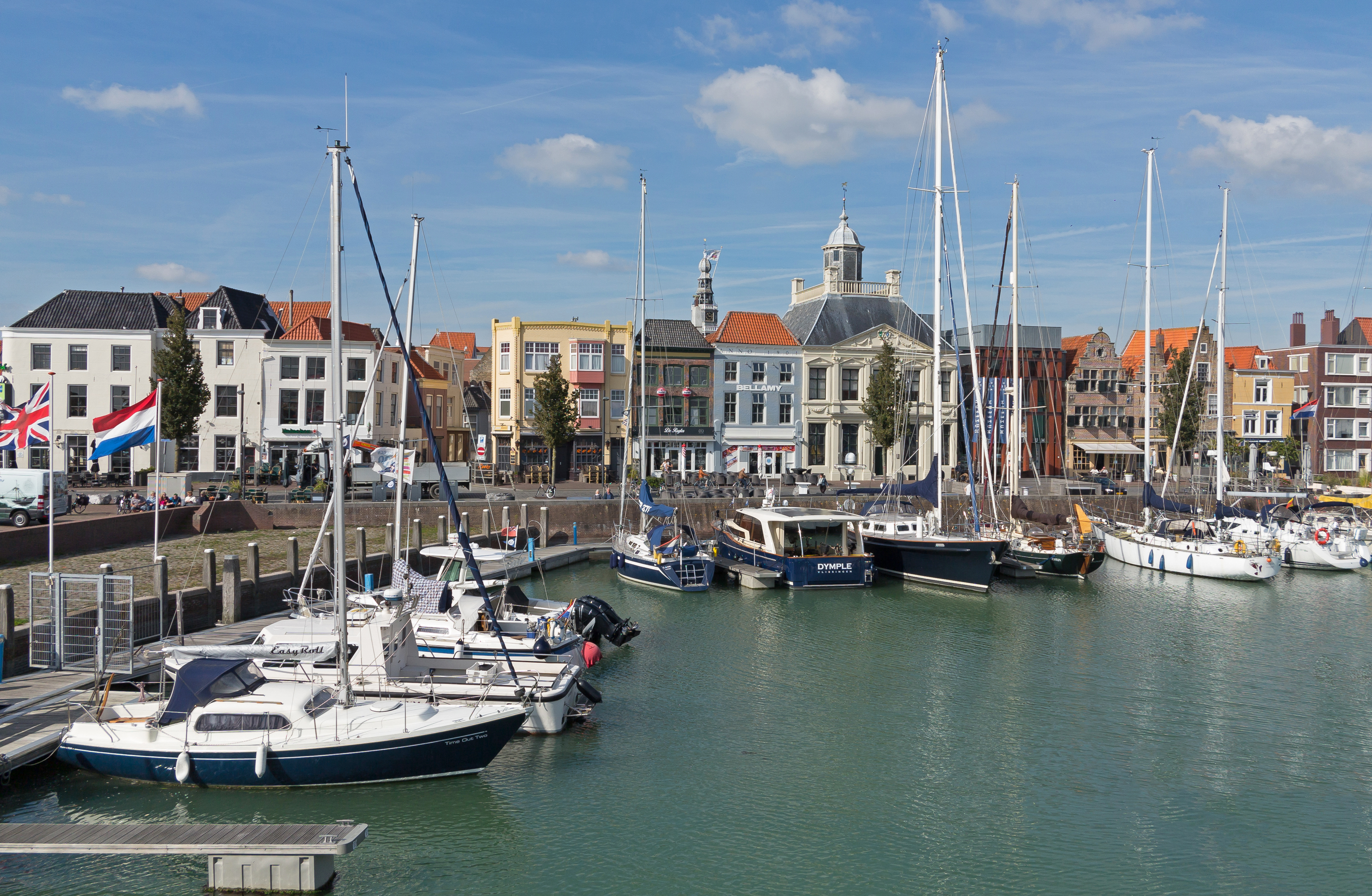
بندرگاه و خیابان
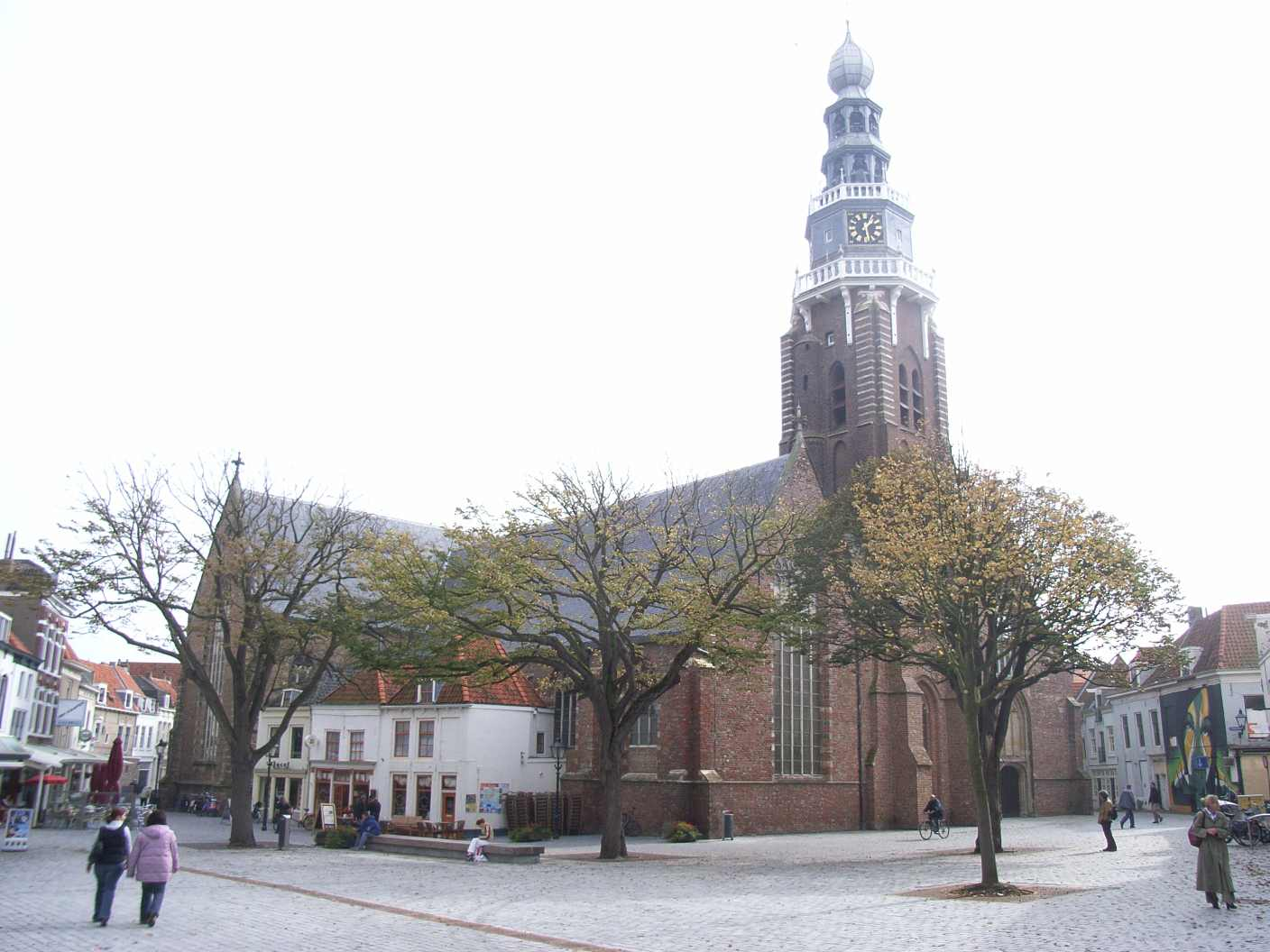
خیابان. جاکوبسکرک